# Quinto Claudio Cuadrigario
Quinto Claudio Cuadrigario  fue un cronista romano de los siglos II y I a. C.
Es uno de los autores más antiguos que han escrito los anales de la República. Escribió una obra denominada, según las fuentes, Annales, Historiae o Rerum Romanarum Libri con por lo menos veintitrés libros y que comenzaba con el saqueo de la ciudad por los pueblos galos y termina con la muerte de Sila. Tito Livio basó parte de su obra en el trabajo de este cronista y Aulo Gelio le cita con frecuencia. Fragmentos de su obra han sido publicados por Sigebert Havercamp, a continuación de su Salustio (Ámsterdam, 1742), y en los Fragmenta veterum historicorum romanorum de August Krause (Berlín, 1833).